# 市場規模
市場規模（しじょうきぼ、market size）とは経済学用語の一つ。ある市場においての経済活動の規模を意味する言葉として使われている。
市場規模は、特定の市場における売り手と買い手の数、または取引総額の観点から、各年ごとに計算され得る。取引総額の観点から計算された市場規模は、英語圏においては “market value” と呼ばれることもあるが、この単語は市場価値をも示す語である。同一商品でも、生産者段階・卸売段階・小売段階で市場規模は異なり、大抵の場合は生産者・卸売・小売を経るごとに上昇する。